# Fimbristylis debilis
Fimbristylis debilis är en halvgräsart som beskrevs av Ernst Gottlieb von Steudel. Fimbristylis debilis ingår i släktet Fimbristylis och familjen halvgräs. Inga underarter finns listade i Catalogue of Life.